# Бережок Олександр Костянтинович
Олександр Костянтинович Бережок (нар. 14 червня 1979, Миколаїв) — актор, телеведучий, сценарист. Учасник «Дизель Шоу».

## Біографія
Народився 14 червня 1979 року в Миколаєві.
У 1996 році закінчив Миколаївську середню школу № 31 і цього ж року вступив до Миколаївського національного педагогічного університету імені Сухомлинського на факультет історії та права.

### КВК
Під час навчання в університеті Олександр Бережок став учасником команди історичного факультету «ВЗІ» («В'язні замку Іф»), яка успішно виступала в Миколаївській Лізі, неодноразово була її переможцем.
Команда увійшла до Чемпіонату України і стала володарем Кубку (2002), випередивши команду «Дизель». Але це не завадило дружбі суперників.
«Дизелі» запропонували «ВЗІ» об'єднатися, щоб разом виступити в Білоруській Лізі. Основою команди стали Єгор Крутоголов, Олександр Бережок, Михайло Шинкаренко та Євген Гашенко.
У 2002 році в Білоруській Лізі команда «Дизель» посіла друге місце. Також брала участь у Вищій Лізі КВК (2003 і 2005 рр.) У 2005 році команда «Дизель» стала Чемпіоном Вищої Української Ліги КВК, а у 2006 році виграла Кубок КВК «Президента України». На цій оптимістичній ноті команда «Дизель» припинила своє існування. Олександр Бережок разом з колегами бере участь в різних проєктах, у 2007 році стали чемпіонами «Бійцівського клубу».

### Телевізійна кар'єра
У пошуках нових напрямків діяльності Олександру довелося працювати в різних сферах: від заправника, помічника інженера, до директора ресторану й керівника підприємства.
Творчі пошуки привели Олександра разом з «дизелями» до Москви, де він працював у кількох гумористичних проєктах («Блабла шоу» на РЕН ТВ, «Ліга націй» на СТС), знімався в епізодичних ролях.
2008 року Олександр Бережок вирішив повернутися в Україну, до Києва. Спочатку він приєднався до команди «Квартала» як автор та сценарист. Разом з Єгором Крутоголовим, Михайлом Шинкаренком, Євгеном Гашенком писали жарти, номери для «Вечірнього кварталу», знімався в їхніх проєктах, а також в рекламних роликах.
2012 року Олександр Бережок зіграв друга головного героя (Єгор Крутоголов) в комедійному серіалі «Таксі» — українській версії популярного наприкінці 1970-х однойменного американського ситкому.
2013 року співробітництво Олександра з каналом ICTV продовжилося. Актора запросили стати ведучим та автором сценарію шоу «Замочені» — української версії відомого у світі спортивно-розважального шоу «Wipe Out».
Цього ж року Олександр Бережок став автором та актором іронічно-саркастичного серіалу «Путьова країна» про життя залізниці та її робітників, знятий в жанрі пародії на документальне кіно, креативним продюсером якого став Єгор Крутоголов, а сценарну групу очолив Михайло Шинкаренко.
2015 року Олександр Бережок отримав свою першу масштабну роль у кіно. Він зіграв слідчого-корупціонера (ворога головного героя) у фільмі «Магнітський» (реж. Андрій Некрасов) про відому в Росії «Справу Магнітського».
В РФ фільм заборонили, планувалась прем'єра в залі Європарламенту в Брюсселі, однак в останній момент показ скасували.

### «Дизель Студіо»
У 2015 році Єгор Крутоголов разом з Михайлом Шинкаренком, Євгеном Гашенком, Олександром Бережком та Олексієм Бланарем створюють гумористичний проєкт «Дизель Шоу», прем'єра якого відбулася 24 квітня в Києві в Міжнародному центрі культури та мистецтв (Жовтневий палац).

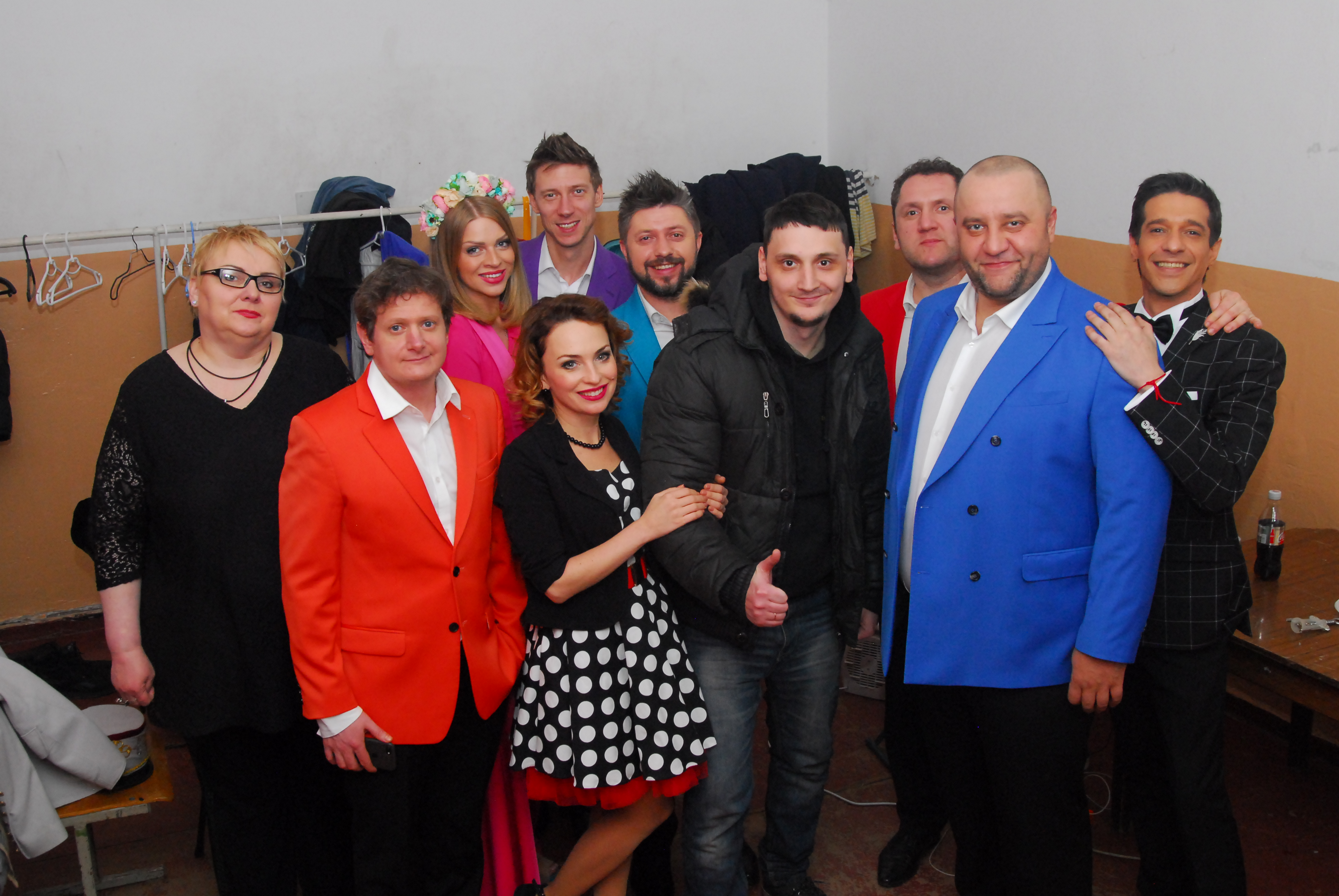

Олександр Бережок — один з акторів шоу, втілює на сцені найрізноманітніші образи: недолугого зятя, недбайливого чоловіка, татуся, сантехніка, міліціонера, митника.
Також Олександр Бережок знімається в скетчкомі «На трьох» (телеканал ICTV) і є рекордсменом проєкту серед акторів за кількістю скетчів. За один сезон актор відіграє понад 130 ролей.
Також Олександр Бережок є ведучим рубрики «Дизель Ранок» (з липня 2015 року) в ефірі ранкового телевізійного шоу «Ранок у великому місті» на телеканалі ICTV. Це власна розробка команди «Дизель Студіо». Постійними ведучими «новин, що наближають вихідні» є Вікторія Булітко, Олександр Бережок та Євген Гашенко. Періодично до них приєднуються колеги Євген Сморигін, Олег Іваниця, Єгор Крутоголов, Яна Глущенко та раніше загибла Марина Поплавська.

## Кіно та телепроєкти
- 2019 — серіал «Вижити за будь-яку ціну» (режисер Олександр Островий), телеканал(ICTV), чоловік
- 2015—2017 — скетч-шоу «На трьох» (телеканал ICTV), автор, актор.
- 2015 — серіал «Це любов» (реж. А. Богданенко), мент.
- 2015 — художній фільм «Магнітський» (Росія, Україна, Норвегія, США), слідчий (ворог головного героя).
- 2013 — серіал «Путьова країна» (телеканал ICTV), автор, актор.
- 2013 — реаліті-шоу «Замочені» (телеканал ICTV), автор, ведучий.
- 2012 — серіал «Таксі» (телеканал ICTV), друг головного героя.
- 2008 — «Посмішка Бога або Чисто одеська історія» (Росія), турист.
- 2009 — мюзикл «Як козаки …», бандит.

## Сім'я
- Дружина — Олена Єрохіна — танцівниця, модель, бренд-менеджер (з 17 вересня 2012 року).
- Сини — Гліб (2016) та Лук'ян
- Донька — Алёна (2022)[1].
- Його дідусь був керівником сільського мистецького театру самодіяльності.[2]